# فرودگاه بین‌المللی نانجینگ لوکو
فرودگاه بین‌المللی نانجینگ لوکو (به انگلیسی: Nanjing Lukou International Airport) یک فرودگاه همگانی مسافربری با کد یاتا NKG است که یک باند فرود بتن دارد و طول باند آن ۳۶۰۰ متر است. این فرودگاه در شهر نانجینگ کشور ژاپن قرار دارد و در ارتفاع ۱۵ متری از سطح دریا واقع شده‌ است.

## شرکت‌های هواپیمایی و مقصدهای پروازی

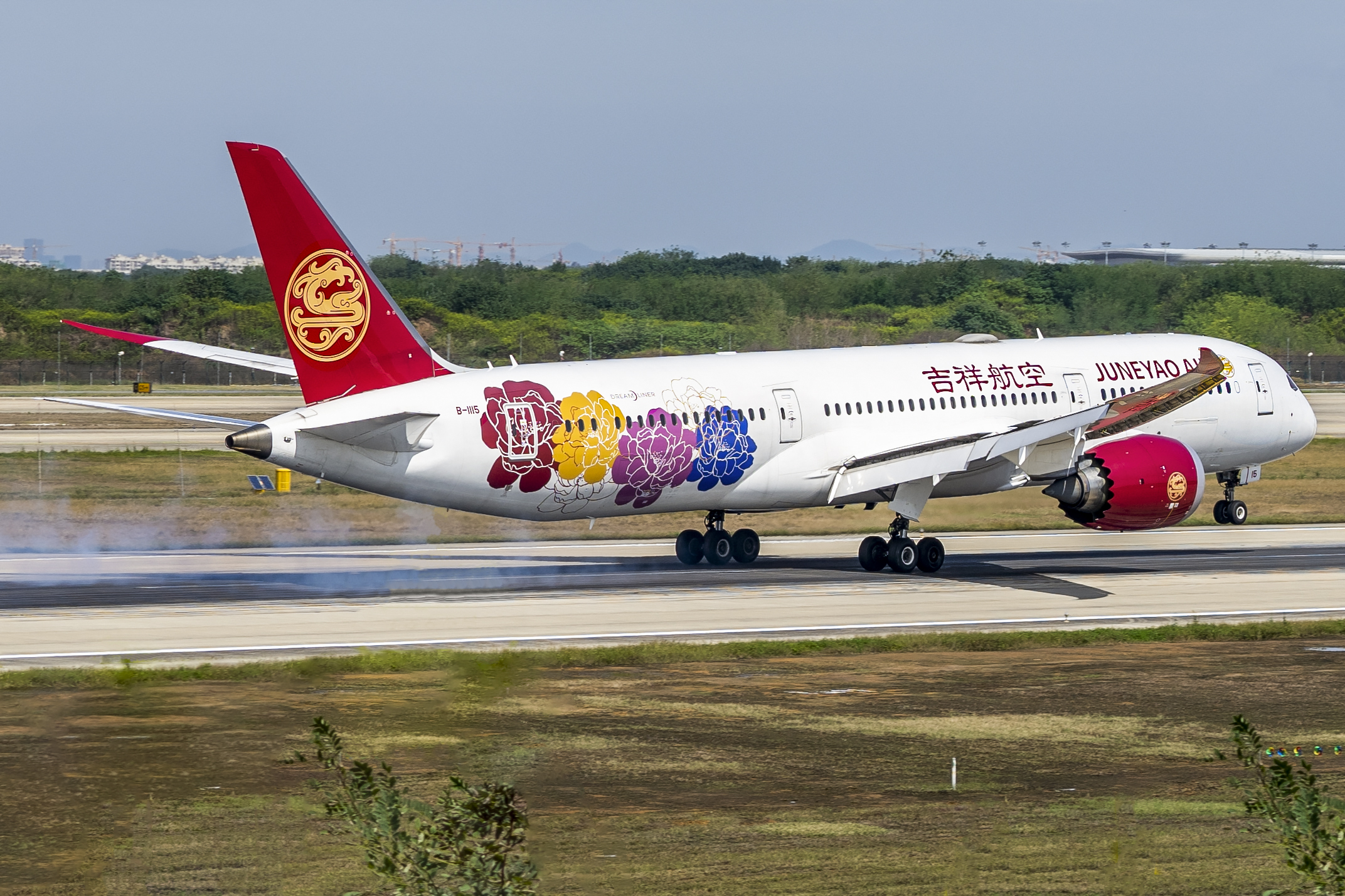
بوئینگ ۷۸۷ دریم‌لاینر از جونیائو ایرلاینز با رنگ‌های خاص «پئونی چینی (梦旅生花)» از مسیر اوساکا به نانجینگ در باند ۰۷ ان‌کی‌جی فرود می‌آید.

### مسافری
| شرکت‌های هواپیمایی                               | مقصدهای پروازی | Terminal      |
| ----------------------------------------------- | --- | ------------- |
| ۹ ایر                                           | بایون گوآنگجو، لانگ‌دونگ‌بائو گوئی‌یانگ، هایکو میلان، هاربین تایپینگ، نانینگ ووژو | Domestic      |
| ایر چاینا                                       | پکن، چانگشا هوانگهوا، چنگدو شوانگلیو، چنگچینگ ییانگبی | Domestic      |
| ایر چاینا اجرا توسط دالیان ایرلاینز             | دالیان ژووشویزی، شنژن بن | Domestic      |
| ایر ماکائو                                      | ماکائو | International |
| آسیانا ایرلاینز                                 | اینچئون | International |
| بیجینگ کپیتال ایرلاینز                          | گایلین لیانگ‌جیانگ، لانگ‌دونگ‌بائو گوئی‌یانگ، هایکو میلان، لیجیانگ سانی، سانیا فونیکس | Domestic      |
| دراگون‌ایر                                       | هنگ کنگ | International |
| Chengdu Airlines                                | چانگشا هوانگهوا، چنگدو شوانگلیو، سانیا فونیکس | Domestic      |
| هواپیمایی شرقی چین                              | بائوتو ارلیبان، پکن، چانگچون لونگییا، چانگشا هوانگهوا، چنگدو شوانگلیو، چنگچینگ ییانگبی، دالی، دالیان ژووشویزی، داتنگ بییازاو، دون‌هوانگ، بایون گوآنگجو، گایلین لیانگ‌جیانگ، لانگ‌دونگ‌بائو گوئی‌یانگ، هایکو میلان، هاربین تایپینگ، هوهوت بایتا، هوای‌ان لیانشوی، جینگانگشان، کونمینگ چانگشوی، لانجو ژنگچوان، لیجیانگ سانی، نانچانگ چانگبی، نانینگ ووژو، اوردوس ایجین هورو، کینگدائو لیوتینگ، سانیا فونیکس، شانگهای پودنگ، شنینگ تخین، شنژن بن، شیاژونگ ژنگدینگ، ووسو تائی‌یوان، تونگرن فنگ‌هوانگ، اورومچی دیووپو، زیامن گائوچی، شی‌آن شیان‌یانگ، سینینگ کائوجیابو، شیشوانگبانا گاسا، یانچنگ نانیانگ، یانتای چائوشوی، یینچوان هیدونگ، ینینگ، ژانگی گانژو، ژان‌جیانگ، ژنگژو سین‌ژنگ، ژونگوی ژیانگشان، زوهای سانزاهو، زونی زینزهو | Domestic      |
| هواپیمایی شرقی چین                              | سووارنابومی، فوکوئوکا، هنگ کنگ، ججو، گاوشیونگ، لس‌آنجلس، کانزای، پوکت، اینچئون، نیو چیتوز، شیزوکا، چانگی سنگاپور (پایان در ۳۱ اوت ۲۰۱۷)، سیدنی، تیچون، تائویوان تایوان، ناریتا، ونکوور | International |
| هواپیمایی شرقی چین اجرا توسط شانگهای ایرلاینز   | بایون گوآنگجو | Domestic      |
| China Express Airlines                          | چنگچینگ ییانگبی، تیانشویی میجیشان، وانچو ووچیاو | Domestic      |
| هواپیمایی جنوبی چین                             | چانگچون لونگییا، چانگشا هوانگهوا، دالیان ژووشویزی، بایون گوآنگجو، گایلین لیانگ‌جیانگ، لانگ‌دونگ‌بائو گوئی‌یانگ، هایکو میلان، هاربین تایپینگ، نانچانگ چانگبی، نانینگ ووژو، سانیا فونیکس، جییانگوشان، شنینگ تخین، شنژن بن، اورومچی دیووپو، ویهای داشویبو، زیامن گائوچی، یینچوان هیدونگ، ینینگ، زوهای سانزاهو | Domestic      |
| هواپیمایی جنوبی چین اجرا توسط چونگ‌کینگ ایرلاینز | چنگچینگ ییانگبی | Domestic      |
| چاینا یونایتد ایرلاینز                          | اوردوس ایجین هورو | Domestic      |
| Donghai Airlines                                | چانگچون لونگییا، شنژن بن | Domestic      |
| سیتیلینک                                        | چارتر: انگوراه رای | International |
| هاینان ایرلاینز                                 | دالیان ژووشویزی، فوژو چنگل، بایون گوآنگجو، هایکو میلان، هاربین تایپینگ، سانیا فونیکس، شنژن بن، ووسو تائی‌یوان، شی‌آن شیان‌یانگ، سینینگ کائوجیابو | Domestic      |
| هبئی ایرلاینز                                   | فوژو چنگل، شیاژونگ ژنگدینگ، زیامن گائوچی | Domestic      |
| هنگ کنگ ایرلاینز                                | هنگ کنگ | International |
| جونیائو ایرلاینز                                | بیهای فوچنگ، بیجی، دالیان ژووشویزی، داکینگ سارتیو، لانگ‌دونگ‌بائو گوئی‌یانگ، هاربین تایپینگ، ویجو، کونمینگ چانگشوی، نانینگ ووژو، کینگدائو لیوتینگ، سانیا فونیکس، شنژن بن، شنینگ تخین، ویهای داشویبو، زیامن گائوچی، Zhangjiajie | Domestic      |
| جونیائو ایرلاینز                                | ججو, ناها، کالیبو (آغاز از ۳۱ اکتبر ۲۰۱۷)، کانزای، پوکت | International |
| کورین ایر                                       | گیمهی | International |
| Kunming Airlines                                | کونمینگ چانگشوی | Domestic      |
| Lucky Air                                       | لانگ‌دونگ‌بائو گوئی‌یانگ، لیجیانگ سانی، لوژو لانتیان، کونمینگ چانگشوی | Domestic      |
| لوفت‌هانزا                                       | فرانکفورت | International |
| مالزی ایرلاینز                                  | کوالالامپور | International |
| مندرین ایرلاینز                                 | تائویوان تایوان | International |
| Neos                                            | چارتر فصلی: میلانو مالپنسا | International |
| New Gen Airways                                 | چارتر: کرابی | International |
| اوکی ایرویز                                     | چانگشا هوانگهوا، کونمینگ چانگشوی | Domestic      |
| چینگدائو ایرلاینز                               | هایکو میلان، کینگدائو لیوتینگ | Domestic      |
| Scoot                                           | چانگی سنگاپور | International |
| شاندونگ ایرلاینز                                | گایلین لیانگ‌جیانگ، کونمینگ چانگشوی، کینگدائو لیوتینگ، ووسو تائی‌یوان، اورومچی دیووپو، زیامن گائوچی، یانتای چائوشوی | Domestic      |
| شنژن ایرلاینز                                   | چانگچون لونگییا، چانگشا هوانگهوا، چنگدو شوانگلیو، چنگچینگ ییانگبی، دالیان ژووشویزی، فوژو چنگل، بایون گوآنگجو، گایلین لیانگ‌جیانگ، لانگ‌دونگ‌بائو گوئی‌یانگ، هاربین تایپینگ، هوهوت بایتا، کونمینگ چانگشوی، لانجو ژنگچوان، نانینگ ووژو، کوانژو جینجیانگ، سانیا فونیکس، شنینگ تخین، شنژن بن، ووسو تائی‌یوان، زیامن گائوچی، شی‌آن شیان‌یانگ، سینینگ کائوجیابو، یانتای چائوشوی، یینچوان هیدونگ، Yuncheng، ژنگژو سین‌ژنگ، زوهای سانزاهو | Domestic      |
| سیچوان ایرلاینز                                 | چانگچون لونگییا، چنگدو شوانگلیو، چنگچینگ ییانگبی، هاربین تایپینگ، کونمینگ چانگشوی، لیجیانگ سانی، Mianyang، سانیا فونیکس، Zhangjiajie | Domestic      |
| اسپرینگ ایرلاینز                                | شنینگ تخین | Domestic      |
| Thai Lion Air                                   | دن موئنگ چارتر فصلی: کرابی، پوکت | International |
| تیانجین ایرلاینز                                | دالیان ژووشویزی، هایکو میلان، کینگدائو لیوتینگ، جییانگوشان، شی‌آن شیان‌یانگ | Domestic      |
| Uni Air                                         | تائویوان تایوان | International |
| ویتنام ایرلاینز                                 | نوا به، کام رانح | International |
| وست ایر                                         | چنگچینگ ییانگبی، فوژو چنگل، لانگ‌دونگ‌بائو گوئی‌یانگ، شنژن بن | Domestic      |
| ژیامن ایرلاینز                                  | چانگچون لونگییا، چانگشا هوانگهوا، دالیان ژووشویزی، فوژو چنگل، هایلار دنگشان، هاربین تایپینگ، هوهوت بایتا، کوانژو جینجیانگ، شنینگ تخین، زیامن گائوچی، شی‌آن شیان‌یانگ، سینینگ کائوجیابو، Yuncheng | Domestic      |

### باری
| شرکت‌های هواپیمایی      | مقصدهای پروازی |
| ---------------------- | --- |
| چاینا ایرلاینز         | تائویوان تایوان، ژنگژو سین‌ژنگ |
| Air China Cargo        | چانگچون، چنگدو |
| چاینا پستال ایرلاینز   | پکن، چانگشا، چنگدو، فوجو، گوانگ‌ژو، هنگ کنگ، کون‌مینگ، چینگ‌دائو، شانگهای پودنگ، شن‌یانگ، شنژن، شیجیاژوانگ، تیانجین بینهای، ویفانگ، ونژو، ووهان، شی‌آن |
| سنگاپور ایرلاینز کارگو | تد استیونز انکوریج، لس‌آنجلس، چانگی سنگاپور، زیامن گائوچی                                                                                          |